# 正村ゲージ

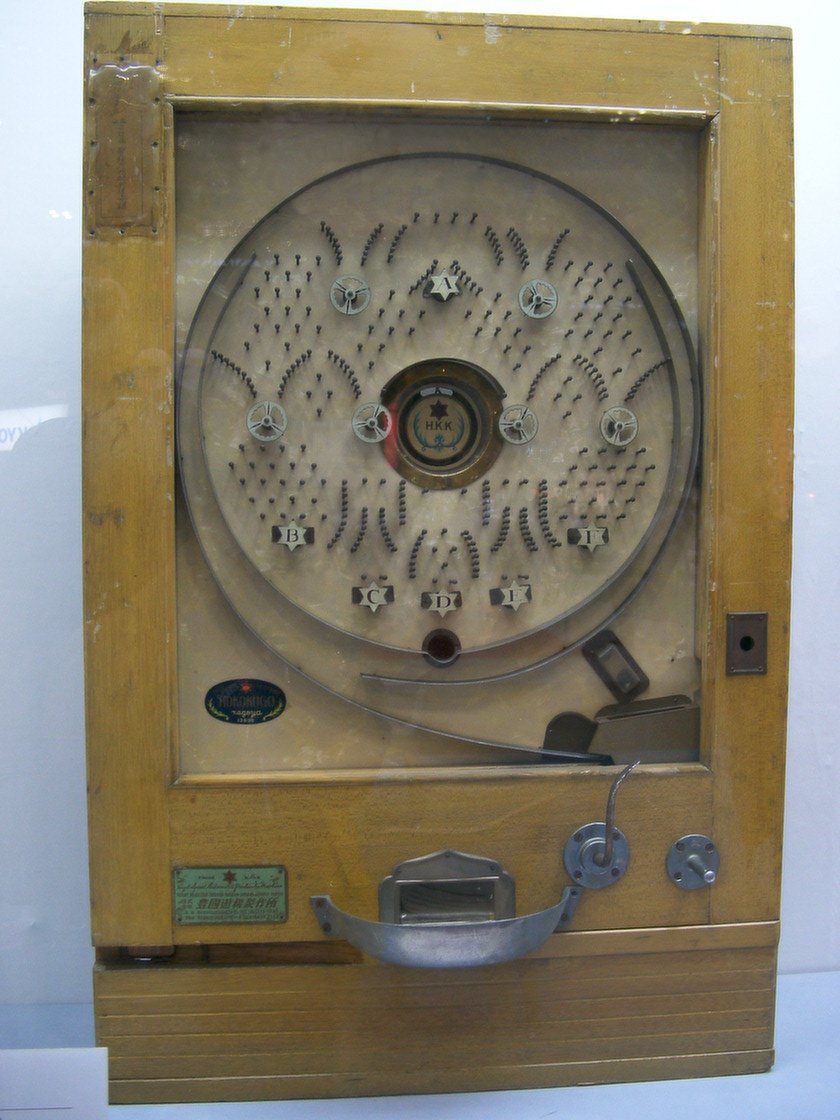
正村ゲージのパチンコ台（正村商会の製品では無い）

正村ゲージ（まさむらゲージ）とは、第二次世界大戦後、名古屋市西区で遊技場を経営していた正村商会の正村竹一が、1948年頃に考案したパチンコ台のゲージ構成のこと。

## 概要
それまでのパチンコ台は入賞口が多く、バラ釘（盤面に釘を均等に打ち込んだもの）のみで構成されており、正村もそのような台を製造して営業していたが、1948年頃に入賞口を減らして釘の並び方に新たな工夫をした台を考案した。現在のパチンコ台にも見られる天釘、ヨロイ釘、ハカマなどの釘の並び方は、全てこの正村ゲージが原型である。ほかにも、玉を受けて回転する「風車」や、いわゆる「チン、ジャラ」と呼ばれる賞球のベルを導入したのも正村である。
当時のパチンコ台は手打ちであり、この台では玉を打ち込む場所によって入賞口に入る確率の変化が顕著だったため、プレイヤーの技術の上達や工夫を促した。また、従来より盤面に空間が多いため、玉の突飛な動きが増えた。これらにより大衆の人気を集め、正村の遊技場は連日満員の盛況となった。これを見た名古屋の他の遊技機メーカーも正村式を採用したパチンコ台を大量生産したため全国に普及し、正村ゲージがパチンコの主流となった。また、それとともに名古屋はパチンコ生産台数の約8割を占める一大生産拠点となっていった。
考案者である正村はゲージ構成を特許申請せず、他の業者が同様のゲージを使用する事を容認していた。このため知名度の割には金銭的な恩恵はあまり受けていないものの、後に主流となるパチンコ台の構成の源となったため業界に大きく名を残すことになる。
仮に特許申請していれば天文学的数字の財産を築いた可能性もあるが、逆に絶頂期には30兆円産業とまで呼ばれるに至ったほどのパチンコの隆盛は成し得なかったであろうとも言われている。

## 正村商会
1975年に正村は死去するが、その後も営業を続けていた正村商会も2010年6月には破産申し立てに至った。
正村商会が経営していたパチンコホール「パチンコマサムラ」が入っていた正村ビル（名古屋市西区城西四丁目）の3階には、各時代における代表的なパチンコ台の実物や歴史などが学べる博物館『正村竹一資料室・パチンコミュージアム』があった。正村商会の事業停止に伴いこの博物館も閉鎖となり、現在これらの実物や資料は全て、メーカー組織である「日本遊技機工業組合（日工組）」が保管している。
なお、正村ビルは既に解体されており、その跡地にはプレサンスコーポレーションによる分譲マンション「プレサンス ロジェ 浄心駅前」が建っている。

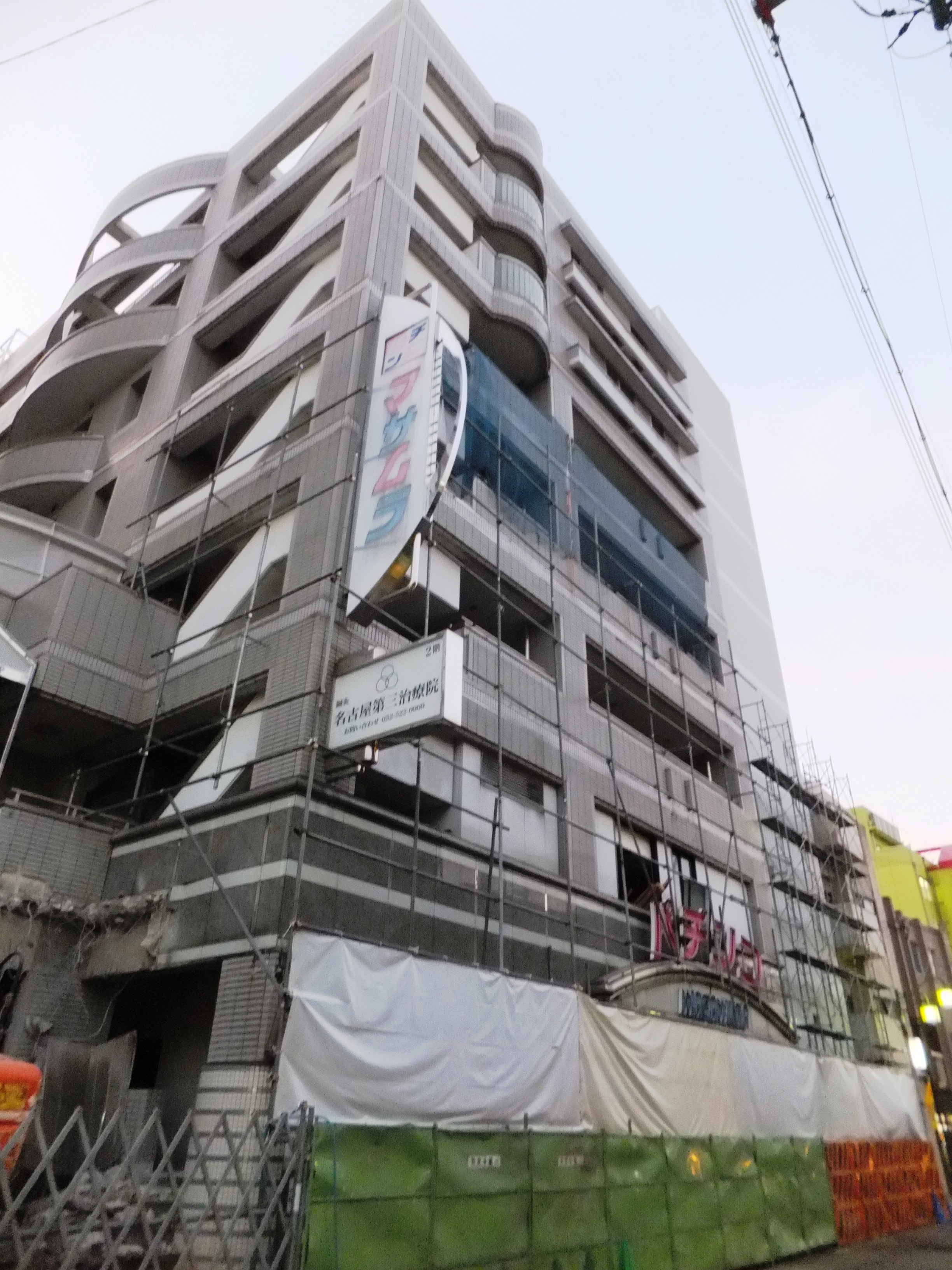
解体直前の「パチンコマサムラ」（東側より）。
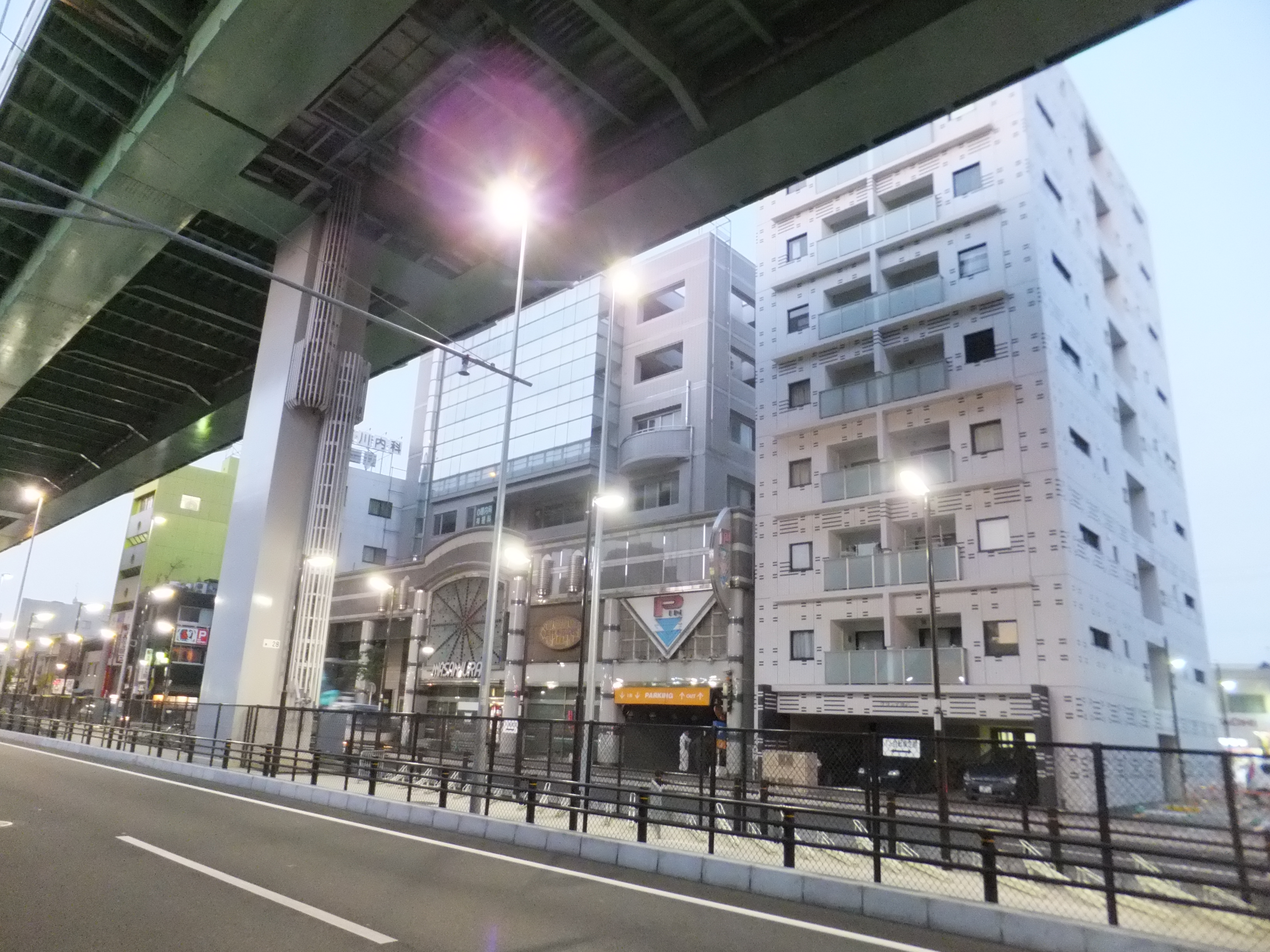
解体直前の「パチンコマサムラ」（西側より。中央の建物）。